# ドラゴンボールZ コンプリート・ソングコレクション
『ドラゴンボールZ コンプリート・ソングコレクション』（DRAGON BALL Z COMPLETE SONG COLLECTION）は、テレビアニメ『ドラゴンボールZ』のボーカルアルバムのシリーズ。

## 概要
- テレビアニメ『ドラゴンボールZ』の数々の主題歌やイメージソングの楽曲を網羅したベストアルバム。2003年1月18日から2003年4月23日まで、各3枚組全4点、計12枚がリリースされた。
- ただし、『ドラゴンボールZ/ミュージックファンタジー』収録の歌曲や『ヒット曲集』収録のインスト曲、「カンフー体操」などの楽曲は未収録である。

## リリース一覧

### I～光の旅～

#### Disc-1
1. CHA-LA HEAD-CHA-LA  [3:19]
歌：影山ヒロノブ
作詩：森　雪之丞　作曲：清岡千穂　編曲：山本健司
テレビアニメ『ドラゴンボールZ』 1stオープニングテーマ
2. ドラゴン・ワールドへようこそ！ [4:39]
歌：Waffle
作詩：岩室先子　作曲：清岡千穂　編曲：山本健司
3. ママは倖せ祈ってる [4:09]
歌：Waffle　セリフ：荘　真由美 (チチ)
作詩：森　雪之丞　作曲：清岡千穂　編曲：山本健司
4. あいつは孫悟空 [4:32]
歌：影山ヒロノブ、Waffle
作詩：森　雪之丞　作曲：清岡千穂　編曲：山本健司
5. 永遠の地球 [4:16]
歌：Waffle
作詩：森　雪之丞　作曲：清岡千穂　編曲：山本健司
6. 修羅色の戦士 [3:40]
歌：茅　弘二
作詩：岩室先子　作曲・編曲：山本健司
7. 燃えろ！ドラゴン・ソルジャーズ [3:15]
歌：織田純一郎
作詩：森　雪之丞　作曲：池　毅　編曲：山本健司
8. トラブル・サーフィン [3:34]
歌：橋本　潮
作詩：森　雪之丞　作曲：池　毅　編曲：山本健司
9. 天下一ゴハン [3:53]
歌：野沢雅子 (孫悟飯)
作詩：岩室先子　作曲：池　毅　編曲：山本健司
10. ジョーシキなんてNA★I☆SA [5:00]
歌・演奏：影山ヒロノブ、Broadway
作詩：岩室先子　作曲・編曲：須藤賢一
11. 大盛り悟飯 [4:40]
歌・演奏：影山ヒロノブ、Broadway
作詩：岩室先子　作曲：清岡千穂　編曲：須藤賢一
12. 地球から FROM THE HOME PLANET EARTH [4:15]
歌・演奏：影山ヒロノブ、Broadway
作詩：岩室先子　作曲・編曲：須藤賢一
13. 未来地図 [4:24]
歌・演奏：影山ヒロノブ、Broadway
作詩：岩室先子　作曲・編曲：須藤賢一
14. 天下無敵のフルコース [4:46]
歌・演奏：影山ヒロノブ、Broadway
作詩：岩室先子　作曲：影山ヒロノブ　編曲：須藤賢一
15. Fly high [3:43]
歌・演奏：影山ヒロノブ、Broadway
作詩：岩室先子　作曲：清岡千穂　編曲：須藤賢一
16. ALL ALONE [4:20]
歌・演奏：影山ヒロノブ、Broadway
作詞：岩室先子　作曲：影山ヒロノブ　編曲：須藤賢一
17. 1♥光年 [3:57]
歌・演奏：影山ヒロノブ、Broadway
作詩：岩室先子　作曲：影山ヒロノブ・須藤賢一　編曲：須藤賢一

#### Disc-2
1. Dancing in the space [4:47]
歌：KŪKO (Waffle)、トリッキー白井
作詩：岩室先子　作曲：清岡千穂　編曲：山本健司
2. Cosmic Chinese Melody [5:10]
歌：KŪKO (Waffle)
作詩：倉田真理　作曲：清岡千穂　編曲：山本健司
3. Good night my Blue [3:56]
歌：KŪKO (Waffle)
作詩：岩室先子　作曲：清岡千穂　編曲：山本健司
4. Bad Boy [3:26]
歌：橋本　潮
作詩：岩室先子　作曲：清岡千穂　編曲：山本健司
5. 嵐の前兆 〜無言のざわめき〜 [4:54]
歌：トリッキー白井
作詩：岩室先子　作曲・編曲：山本健司
6. スペース・ダンス [4:29]
歌：KŪKO (Waffle)
作詩：谷穂ちろる　作曲：池　毅　編曲：山本健司
7. 戦 (I・KU・SA) [3:55]
歌：影山ヒロノブ
作詩：佐藤　大　作曲：池　毅　編曲：山本健司
8. ピッコロさんだ〜いすき♡ [3:30]
歌：野沢雅子 (孫悟飯)
作詩：谷穂ちろる　作曲：池　毅　編曲：山本健司
9. ソリッドステート・スカウター [4:37]
演奏：Dragon Magic Orchestra　VOICE：TOKIO
作曲・編曲：岩崎文紀
10. お達者ポルカ [3:27]
歌：宮内幸平 (亀仙人)
作詩：岩室先子　作曲：田中公平　編曲：岩崎文紀
11. アサ・ヒル・ヨル・キミ・ボク [2:28]
歌：田中真弓 (クリリン)
作詩：佐藤　大　作曲：田中公平　編曲：岩崎文紀
12. 吹けよ風 呼べよ神龍!! [4:07]
演奏：Pink Dragon　VOICE：内海賢二 (神龍)
作曲・編曲：藤原いくろう
13. シャレれば命の泉わくわく!! [3:44]
歌：八奈見乗児 (界王)
作詩：岩室先子　作曲・編曲：岩崎文紀
14. 俺たちのエナジー [4:47]
歌：影山ヒロノブ　VOICE：野沢雅子 (孫悟空)
作詩：前田耕一郎　作曲・編曲：藤原いくろう
15. 心から濡れた二人 [4:15]
歌：野沢雅子 (孫悟飯)、荘　真由美 (チチ)
作詩：佐藤　大　作曲・編曲：藤原いくろう
16. 女の子は罪作り [4:05]
歌：鶴ひろみ (ブルマ)
作詩：佐藤　大　作曲・編曲：藤原いくろう
17. 魔訶不思議アドベンチャー！ ＜ニュー・リミックス・ロング・ヴァージョン＞ [4:45]
歌：高橋洋樹
作詩：森　由里子　作曲：いけたけし　編曲：田中公平

#### Disc-3
1. ある星の詩★ [0:37]
歌：タネリ
作詩・作曲・編曲：岩室先子
2. Happy Birthday [4:38]
歌：KŪKO (Waffle)
作詩：岩室先子　作曲：清岡千穂　編曲：山本健司
3. CHA-LA HEAD-CHA-LA ＜スペース・ヴァージョン＞ [3:34]
歌：影山ヒロノブ
作詩：森　雪之丞　作曲：清岡千穂　編曲：山本健司
4. 金色た・ま・ご [3:59]
歌：橋本　潮
作詩：岩室先子　作曲：清岡千穂　編曲：山本健司
5. まるごと ＜ニュー・リミックス・ロング・ヴァージョン＞ [4:58]
歌：影山ヒロノブ、Ammy
作詩：佐藤　大　作曲：清岡千穂　編曲：山本健司
6. 蟻地獄 [4:40]
歌：石原慎一
作詩：佐藤　大　作曲・編曲：山本健司
7. 魂の道 [5:20]
歌：影山ヒロノブ
作詩：岩室先子　作曲：清岡千穂　編曲：山本健司
8. ある星の詩★★ [1:29]
歌：タネリ
作詩・作曲・編曲：岩室先子
9. 光の旅 [6:13]
歌：影山ヒロノブ、KŪKO (Waffle)
作詩：佐藤　大　作曲：清岡千穂　編曲：山本健司
10. でてこいとびきりZENKAIパワー！ [3:30]
歌：MANNA
作詞：荒川稔久　作曲：池　毅　編曲：山本健司
11. 恋のNAZONAZO [5:10]
歌：KŪKO &トリッキー白井
作詩：岩室先子　作曲：清岡千穂　編曲：山本健司
12. ドラゴン・ワールドへようこそ！《Super House Version》 [5:14]
歌：KŪKO
作詩：岩室先子　作曲：清岡千穂　編曲：山本健司
13. Bad Boy《Super 磨いてみてよ Version》 [4:31]
歌：橋本　潮
作詩：岩室先子　作曲：清岡千穂　編曲：山本健司
14. CHA-LA HEAD-CHA-LA《Super Adventure Version》 [3:54]
歌：影山ヒロノブ
作詞：森　雪之丞　作曲：清岡千穂　編曲：山本健司
15. 《Ultra New Edition》KAGEYAMA'S POWER MEDLEY [8:34]
〔修羅色の戦士～「ヤ」なことには元気玉!!～あいつは孫悟空～魂の道～「ヤ」なことには元気玉!!～戦 (I・KU・SA)～とびっきりの最強対最強 (with Ammy)〕
歌：影山ヒロノブ
作曲：山本健司

### II～とびっきりの最強対最強～

#### Disc-1
1. CHA-LA HEAD-CHA-LA [3:19]
歌：影山ヒロノブ
作詩：森　雪之丞　作曲：清岡千穂　編曲：山本健司
2. 「ヤ」なことには元気玉!! [3:52]
歌：影山ヒロノブ　コーラス：SHINES
作詩：佐藤　大　作曲：清岡千穂　編曲：山本健司
3. マイペース [4:58]
歌：KŪKO (Waffle)
作詩：佐藤　大　作曲：林　哲司　編曲：山本健司
4. マイ・My・毎日 [3:06]
歌：橋本　潮
作詩：岩室先子　作曲：清岡千穂　編曲：山本健司
5. 機械の様に…―バトリング・マシン― [4:06]
歌：石原慎一
作詩：佐藤　大　作曲：割田康彦　編曲：山本健司
6. 夢のかけら [4:03]
歌:KŪKO(Waffle)
作詩：岩室先子　作曲：清岡千穂　編曲：山本健司
7. ドラゴンONDO [3:58]
歌：山野さと子 & 影山ヒロノブ with ナメック社中
作詩：岩室先子　作曲：清岡千穂　編曲：山本健司
8. 口笛の気持ち [3:46]
歌：野沢雅子 (孫悟飯)
作詩：佐藤　大　作曲：池　毅　編曲：山本健司
9. とびっきりの最強対最強 [3:44]
歌：影山ヒロノブ、Ammy
作詩：佐藤　大　作曲：清岡千穂　編曲：山本健司
10. パワー オブ スマイル [4:54]
歌：KŪKO (Waffle)
作詩：佐藤　大　作曲：清岡千穂　編曲：山本健司
11. 目を閉じればカンタン [3:13]
歌：内田順子
作詩：佐藤　大　作曲：清岡千穂　編曲：山本健司
12. 風の様に 星の様に《パート1》 [5:58]》
歌：CHIHO
作詩：佐藤　大　作曲：清岡千穂　編曲：山本健司
13. 風の様に 星の様に《パート2》 [2:29]
歌：CHIHO
作詩：佐藤　大　作曲：清岡千穂　編曲：山本健司
14. だれかさんといい天気 [4:15]
歌：橋本　潮
作詩：佐藤　大　作曲：清岡千穂　編曲：山本健司
15. 時と光の下で [5:10]
歌：影山ヒロノブ、KŪKO (Waffle)
作詩：佐藤　大　作曲：清岡千穂　編曲：山本健司
16. ドラゴン マジック カーニバル [4:39]
歌：山野さと子
作詩：佐藤　大　作曲：清岡千穂　編曲：山本健司

#### Disc-2
1. CAPSULE CORP. [3:58]
歌：鶴ひろみ (ブルマ)
作詩：岩室先子　作曲・編曲：岩崎文紀
2. 一度は結婚したいマンボ [2:19]
歌：田中真弓 (クリリン)
作詩：佐藤　大　作曲・編曲：藤原いくろう
3. ベジータ様のお料理地獄!!～「お好み焼き」の巻～ [3:32]
歌：堀川亮 (ベジータ)
作詩：岩室先子　作曲・編曲：岩崎文紀
4. 想い出の天下一武道会 [3:07]
歌：POCHI featuring アップルパイ
作詩・作曲：池　毅　編曲：藤原いくろう
5. シャレれば命の泉わくわく!!2 [3:45]
歌：八奈見乗児 (界王)
作詩：岩室先子　作曲・編曲：岩崎文紀
6. 口笛の気持ち・ピッコロ編 [3:43]
歌：古川登志夫 (ピッコロ)
作詩：佐藤　大　作曲：池　毅　編曲：岩崎文紀
7. イ・ケ・ナ・イ うららマジック [5:21]
歌：野沢雅子 (孫悟飯) ・渡辺菜生子 (チチ)
作詩：佐藤　大　作曲・編曲：藤原いくろう
8. MIND POWER…気… [5:46]
歌：影山ヒロノブ、佐藤有香
作詩：岩室先子　作曲：清岡千穂　編曲：山本健司
9. MESSAGE FROM FUTURE…未来からの伝言… [5:33]
歌：KŪKO、佐藤有香
作詩：岩室先子　作曲：清岡千穂　編曲：山本健司
10. WARNING OF DANGER…警告… [5:25]
歌：石原慎一
作詩：岩室先子　作曲：清岡千穂　編曲：山本健司
11. WELCOME HOME, MY BOY…風の名前… [5:21]
歌：CHIHO
作詩：佐藤　大　作曲：清岡千穂　編曲：山本健司
12. SUPER+POWER＝MELODY…超力節… [5:01]
歌：影山ヒロノブ
作詩：佐藤　大　作曲：清岡千穂　編曲：山本健司
13. IT'S A SMALLWORLD…小指の下で… [4:31]
歌：佐藤有香
作詩：佐藤　大　作曲：清岡千穂　編曲：山本健司
14. SWEET LOVELY MIDNIGHT…月の裏側… [4:20]
歌：石原慎一
作詩：佐藤　大　作曲：清岡千穂　編曲：山本健司
15. WHITE & WORLD & TRUE…白と世界と心… [5:04]
歌：佐藤有香
作詩：岩室先子　作曲：清岡千穂　編曲：山本健司

#### Disc-3
1. HERO (キミがヒーロー) [4:09]
歌：影山ヒロノブ & YUKA
作詩：佐藤　大　作曲：清岡千穂　編曲：山本健司
2. そんな気分で [4:44]
歌：KŪKO
作詩：佐藤　大　作曲：清岡千穂　編曲：山本健司
3. 流星図書館 ～コメットライブラリー～ [6:17]
歌：影山ヒロノブ
作詩：佐藤　大　作曲：清岡千穂　編曲：山本健司
4. EなE [4:16]
歌：石原慎一 & YUKA
作詩：佐藤　大　作曲：清岡千穂　編曲：山本健司
5. keep my way [4:58]
歌：YUKA
作詩：岩室先子　作曲：平間あきひこ　編曲：山本健司
6. HO・TA・LU [4:45]
歌：YUKA
作詩：岩室先子　作曲：平間あきひこ　編曲：山本健司
7. イカしたエナジー [4:32]
歌：KŪKO
作詩：岩室先子　作曲：平間あきひこ　編曲：山本健司
8. でてこいとびきりZENKAIパワー！ [3:30]
歌：MANNA
作詩：荒川稔久　作曲：池　毅　編曲：山本健司
9. 《Ultra New Edition》KŪKO'S DANCE MEDLEY [7:21]
〔ママは倖せ祈ってる～あいつは孫悟空～Dancing in the space (withトリッキー白井) ～Cosmic Chinese Melody～スペース・ダンス～パワー オブ スマイル〕
歌：KŪKO
編曲：山本健司
10. 素直な光 優しい視線 [6:03]
歌：KŪKO
作詩：佐藤　大　作曲：清岡千穂　編曲：山本健司
11. 光の旅'96 〜CLASSICAL NEW VERSION〜 [5:07]
歌：影山ヒロノブ、KŪKO
作詩：佐藤　大　作曲：清岡千穂　作曲：山本健司

### III～飛び出せ!ヒーロー～

#### Disc-1
1. CHA-LA HEAD-CHA-LA
歌:影山ヒロノブ
作詞:森雪之丞 / 作曲:清岡千穂 / 編曲:山本健司
2. 催眠バナナ
歌:YUKA
作詞:岩室先子 / 作曲:山本健司 / 編曲:山本健司
3. Brain Dance
歌:YUKA
作詞:岩室先子 / 作曲:山本健司 / 編曲:山本健司
4. GIRIGIRI-世界極限-
歌:影山ヒロノブ&YUKA
作詞:佐藤大 / 作曲:清岡千穂 / 編曲:山本健司
5. 黄金のコンパス
歌:影山ヒロノブ
作詞:岩室先子 / 作曲:山本健司 / 編曲:山本健司
6. VOICE
歌:KUKO
作詞:岩室先子 / 作曲:山本健司 / 編曲:山本健司
7. アクアリウムの夜
歌:石原慎一&CHIHO
作詞:岩室先子 / 作曲:山本健司 / 編曲:山本健司
8. KOMA
歌:CHIHO
作詞:岩室先子 / 作曲:山本健司 / 編曲:山本健司
9. 星の見た夢
歌:KUKO
作詞:岩室先子 / 作曲:山本健司 / 編曲:山本健司
10. PLEASE ISSHOUNO NO ONEGAI!
歌:YUKA
作詞:岩室先子 / 作曲:清岡千穂 / 編曲:山本健司
11. Delight to you…
歌:KUKO&トリッキー白井
作詞:岩室先子 / 作曲:清岡千穂 / 編曲:山本健司
12. LED TRAINで GO!GO!GO!
歌:KUKO
作詞:岩室先子 / 作曲:清岡千穂 / 編曲:山本健司
13. spacepeopleDBZ
歌:影山ヒロノブ
作詞:STEREOTYPE / 作曲:STEREOTYPE / 編曲:STEREOTYPE
14. roller-through 55
歌:YUKA
作詞:STEREOTYPE / 作曲:STEREOTYPE / 編曲:STEREOTYPE
15. Cool Cool ダンディ
歌:石原慎一
作詞:風堂美起 / 作曲:大門一也 / 編曲:山本健司
16. WILD DANCE NIGHT<夜明けまで突っ走れ>
歌:影山ヒロノブ
作詞:岩室先子 / 作曲:清岡千穂 / 編曲:山本健司

#### Disc-2
1. ハートブレイク・メロディ,みょうに
歌:KUKO
作詞:風堂美起 / 作曲:清岡千穂 / 編曲:山本健司
2. 《Super House Version》でてこいZENKAIとびきりパワー!
歌:MANNA
作詞:荒川稔久 / 作曲:池毅 / 編曲:山本健司
3. 運命の日～魂VS魂～
歌:影山ヒロノブ
作詞:岩室先子 / 作曲:清岡千穂 / 編曲:山本健司
テレビアニメ『ドラゴンボールZ』184話 挿入歌
4. I'm a positive girl!
歌:YUKA
作詞:岩室先子 / 作曲:清岡千穂 / 編曲:山本健司
5. 夜明けの子供たち
歌:KUKO
作詞:佐藤大 / 作曲:清岡千穂 / 編曲:山本健司
6. FOR EVER～
歌:KUKO
作詞:岩室先子 / 作曲:清岡千穂 / 編曲:山本健司
7. 挑戦状
歌:石原慎一
作詞:岩室先子 / 作曲:清岡千穂 / 編曲:山本健司
8. イジワルしないでね…
歌:KUKO
作詞:岩室先子 / 作曲:海野尚子 / 編曲:山本健司
9. 青い風のHOPE
歌:影山ヒロノブ
作詞:佐藤大 / 作曲:清岡千穂 / 編曲:山本健司
10. バーニング・ファイト-熱戦・烈戦・超激戦-
歌:影山ヒロノブ&YUKA
作詞:佐藤大 / 作曲:清岡千穂 / 編曲:山本健司
11. 水色星人
歌:KUKO
作詞:佐藤大 / 作曲:清岡千穂 / 編曲:山本健司
12. 空めぐる冒険
歌:KUKO
作詞:佐藤大 / 作曲:清岡千穂 / 編曲:山本健司
13. 何かが…（未知の力）
歌:影山ヒロノブ&YUKA
作詞:佐藤大 / 作曲:清岡千穂 / 編曲:山本健司
14. ラブ・ジェット
歌:YUKA
作詞:佐藤大 / 作曲:清岡千穂 / 編曲:山本健司
15. トリックスターと帰って来た未来
歌:YUKA
作詞:佐藤大 / 作曲:清岡千穂 / 編曲:山本健司
16. 僕は、まっすぐ 道は、まっすぐ
歌:石原慎一
作詞:佐藤大 / 作曲:清岡千穂 / 編曲:山本健司
17. マザー・ユニバース
歌:KUKO
作詞:佐藤大 / 作曲:清岡千穂 / 編曲:山本健司

#### Disc-3
1. 飛び出せ！ヒーロー
歌:KUKO
作詞:岩室先子 / 作曲:清岡千穂 / 編曲:山本健司
2. 私のMagician
歌:海野尚子
作詞:岩室先子 / 作曲:山本健司 / 編曲:山本健司
3. 星のトライアングル
歌:影山ヒロノブ
作詞:岩室先子 / 作曲:清岡千穂 / 編曲:山本健司
4. 空と雨と・・・
歌:YUKA
作詞:岩室先子 / 作曲:清岡千穂 / 編曲:山本健司
5. Jokeぐらい言わせろよ…
歌:石原慎一
作詞:岩室先子 / 作曲:清岡千穂 / 編曲:山本健司
6. My song for you
歌:KUKO
作詞:岩室先子 / 作曲:海野尚子 / 編曲:山本健司
7. 銀河を超えてライジング・ハイ
歌:影山ヒロノブ
作詞:佐藤大 / 作曲:清岡千穂 / 編曲:山本健司
8. 飛び出せ！ヒーロー(reprise) all performed by MONOLITH
作詞:岩室先子 / 作曲:清岡千穂
9. でてこいZENKAIとびきりパワー!
歌:MANNA
作詞:荒川稔久 / 作曲:池毅
10. CHA-LA HEAD-CHA-LA～JUNGLE FEVER MIX～
歌:影山ヒロノブ
作詞:森雪之丞 / 作曲:清岡千穂
11. FOR EVER～'96 ～PIANO NEW VERSION～
歌:影山ヒロノブ
作詞:岩室先子 / 作曲:清岡千穂
12. GIRIGIRI-世界極限- ～EXTRA HARD METAL MIX～
歌:影山ヒロノブ&YUKA
作詞:佐藤大 / 作曲:清岡千穂
13. PLEASE ISSHOUNO NO ONEGAI!～ACID CLUB MIX～
歌:YUKA
作詞:岩室先子 / 作曲:清岡千穂
14. Perfum N°18 ～DANGEROUS FRAGRANT MIX～
歌:KUKO&Yasumi
作詞:森由里子 / 作曲:山本健司 / 編曲:Y・M・S
15. 銀河を超えてライジング・ハイ～GALAXY ADVENTURE MIX～
歌:影山ヒロノブ
作詞:佐藤大 / 作曲:清岡千穂
16. 飛び出せ！ヒーロー ～DREAM THATRE MIX～
歌:KUKO
作詞:岩室先子 / 作曲:清岡千穂

### IV～永遠の約束～

#### Disc-1
1. WE GOTTA POWER
歌:影山ヒロノブ
作詞:森雪之丞 / 作曲:石川恵樹 / 編曲:石川恵樹
2. Hey you,crasher
歌:TOM
作曲:綿貫隆太
3. Jumpin' Jump!!
歌:高瀬麻里子
作詞:高瀬麻里子 / 作曲:つのごうじ / 編曲:つのごうじ
4. 時よ止まれ～MY NAME IS FATHER～
歌:つのごうじ
作詞:里乃塚玲央 / 作曲:つのごうじ / 編曲:つのごうじ
5. 僕は魔法使い
歌:ルイ
作詞:永井誠 / 作曲:永井誠 / 編曲:永井誠
6. FIGHT OH FIGHTING ROAD
歌:影山ヒロノブ
作詞:渡辺なつみ / 作曲:永井誠
7. ケ・サラ
歌:TOM
8. あとはSilence…
歌:高瀬麻里子
作詞:渡辺なつみ / 作曲:つのごうじ / 編曲:つのごうじ
9. 力を超えて
歌:ルイ
作詞:相田毅 / 作曲:永井誠 / 編曲:永井誠
10. ジャンジャカ My Way
歌:花岡咲智
作詞:渡辺なつみ / 作曲:前田克樹 / 編曲:el-g,ac-g:佐々木章
11. THIS IS LIFE!
歌:勝間田幹雄
作詞:里乃塚玲央 / 作曲:河野陽吾 / 編曲:河野陽吾
12. Good-Bye Mr. Lonelyness～光の彼方へ～
歌:勝間田幹雄
作詞:渡辺なつみ / 作曲:松澤浩明 / 編曲:松澤浩明
13. 魔人ブウに捧げるバラッド
歌:TOM
14. 世紀末万歳！
歌:影山ヒロノブ
作詞:只野菜摘 / 作曲:河野陽吾 / 編曲:河野陽吾
15. HIPPY HOPPY SHAKE!!
歌:田中真弓
作詞:つのごうじ / 作曲:つのごうじ / 編曲:つのごうじ
16. OSSAN'S DILEMMA
歌:勝間田幹雄
作詞:里乃塚玲央 / 作曲:松澤浩明 / 編曲:松澤浩明
17. さらば涙よ
歌:影山ヒロノブ
作詞:只野菜摘 / 作曲:前田克樹 / 編曲:el-g,ac-g:佐々木章

#### Disc-2
1. 昨日の夢、今日の光-サイレントナイト・モーニングムーン-
歌:影山ヒロノブ
作詞:佐藤大 / 作曲:清岡千穂 / 編曲:山本健司
2. 100億のフレンズ
歌:岩永雅子
作詞:森雪之丞 / 作曲:清岡千穂 / 編曲:山本健司
3. 魔人ブウの悲劇
歌:石原慎一
作詞:森雪之丞 / 作曲:山本健司 / 編曲:山本健司
4. メモリーズ-奴のいない夜-
歌:影山ヒロノブ
作詞:佐藤大 / 作曲:清岡千穂 / 編曲:山本健司
5. perfum N°18～魔性の香り～
歌:KUKO&Yasumi
作詞:森由里子 / 作曲:山本健司 / 編曲:山本健司
6. 瞳の中の地球
歌:KUKO
作詞:森由里子 / 作曲:清岡千穂 / 編曲:山本健司
7. Growin' Up いつかまた逢える日まで…
歌:影山ヒロノブ&Team DBZ
作詞:佐藤大 / 作曲:清岡千穂 / 編曲:山本健司
8. 僕達は天使だった
歌:影山ヒロノブ
作詞:森雪之丞 / 作曲:池毅 / 編曲:戸塚修
9. プラス・アルファ（+α
歌:影山ヒロノブ,Ammy
作詞:佐藤大 / 作曲:清岡千穂 / 編曲:山本健司
10. ここにおいでよ
歌:石原慎一
作詞:佐藤大 / 作曲:山本健司 / 編曲:山本健司
11. 自然の合図
歌:KUKO
作詞:佐藤大 / 作曲:清岡千穂 / 編曲:山本健司
12. まるごと
歌:影山ヒロノブ,Ammy
作詞:佐藤大 / 作曲:清岡千穂 / 編曲:山本健司
13. BATTLE SPECTACLE MEDLEY
〔MIND POWER…気…,～WARNING OF DANGER…警告…,～挑戦状～,運命の日～魂VS魂～〕
歌:影山ヒロノブ・佐藤有香・石原慎一

#### Disc-3
1. 奇蹟のビッグ・ファイト
歌:影山ヒロノブ
作詞:森雪之丞 / 作曲:林哲司 / 編曲:戸塚修
2. ドラゴンボールの伝説
歌:大矢晋
作詞:森雪之丞 / 作曲:石川恵樹 / 編曲:石川恵樹
3. ドラゴンパワー∞
歌:影山ヒロノブ
作詞:森雪之丞 / 作曲:林哲司 / 編曲:戸塚修
4. 小さな戦士～悟天とトランクスのテーマ～
歌:大矢晋
作詞:森雪之丞 / 作曲:林哲司 / 編曲:戸塚修
5. 最強のフュージョン
歌:影山ヒロノブ
作詞:森雪之丞 / 作曲:林哲司 / 編曲:林有三
6. 愛はバラードのように～ベジータのテーマ～
歌:大矢晋
作詞:森雪之丞 / 作曲:林哲司 / 編曲:林哲司
7. 俺がやらなきゃ誰がやる
歌:影山ヒロノブ
作詞:森雪之丞 / 作曲:林哲司 / 編曲:戸塚修
8. 勇者の笛～タピオンのテーマ～
歌:大矢晋
作詞:森雪之丞 / 作曲:林哲司 / 編曲:戸塚修
9. 永遠の約束 デュエットバージョン
歌:影山ヒロノブ,KUKO
作詞:森由里子 / 作曲:山本健司 / 編曲:山本健司
10. 光のWILLPOWER
歌:影山ヒロノブ
作詞:森由里子 / 作曲:山本健司 / 編曲:山本健司
11. 涙みたいな雨が降る
歌:KUKO
作詞:森由里子 / 作曲:山本健司 / 編曲:山本健司
12. 灼熱のファイティング
歌:影山ヒロノブ
作詞:森雪之丞 / 作曲:山本健司 / 編曲:山本健司
13. まひるの闇
歌:石原慎一
作詞:森由里子 / 作曲:山本健司 / 編曲:山本健司一
14. SIGN～兆～
歌:影山ヒロノブ
作詞:森由里子 / 作曲:山本健司 / 編曲:山本健司一
15. FIRE OF BLACK～黒い炎～
歌:石原慎一
作詞:森由里子 / 作曲:山本健司 / 編曲:山本健司一
16. NEVER ENDING,NEVER GIVE UP
歌:影山ヒロノブ
作詞:佐藤大 / 作曲:山本健司 / 編曲:山本健司一
17. 君の空へ
歌:影山ヒロノブ,石原慎一,KUKO&FRIENDS
作詞:岩室先子 / 作曲:清岡千穂 / 編曲:山本健司